# Parndorfer Heide
Parndorfer Heide este o arie protejată (arie specială de conservare — SAC, sit de importanță comunitară — SCI) din Austria întinsă pe o suprafață de 7,38 ha, integral pe uscat.

## Localizare
Centrul sitului Parndorfer Heide este situat la coordonatele 47°59′49″N 16°52′10″E / 47.9969°N 16.8694°E.

## Înființare
Situl Parndorfer Heide a fost declarat sit de importanță comunitară în iunie 1998 pentru a proteja 3 specii de animale. Situl a fost protejat și ca arie specială de conservare în martie 2008.

## Biodiversitate
Situată în ecoregiunea continentală, aria protejată conține 1 habitat natural: Pajiști stepice subpanonice.
La baza desemnării sitului se află mai multe specii protejate:
- păsări (2): sfrâncioc roșiatic (Lanius collurio), silvie porumbacă (Sylvia nisoria)
- mamifere (1): popândău (Spermophilus citellus)

Pe lângă speciile protejate, pe teritoriul sitului au mai fost identificate 2 specii de plante.